# South Uist
South Uist ([en gaélico escocés: Uibhist a' Deas) es una isla que forma parte de la región de las Western Isles, en Escocia. Según el censo de 2001 tenía 1.951 habitantes. La religión mayoritaria es la católica, y la lengua el gaélico escocés. La capital es Lochboisdale (Lochbaghasdail).
Al igual que en las islas de Benbecula y de Barra, y en las penínsulas de Arisaig y North Morar (los llamados Rought Bounds), su posición remota hizo que la Reforma protestante no tuviera éxito en South Uist. Así, población de la isla siempre ha sido de religión católica.

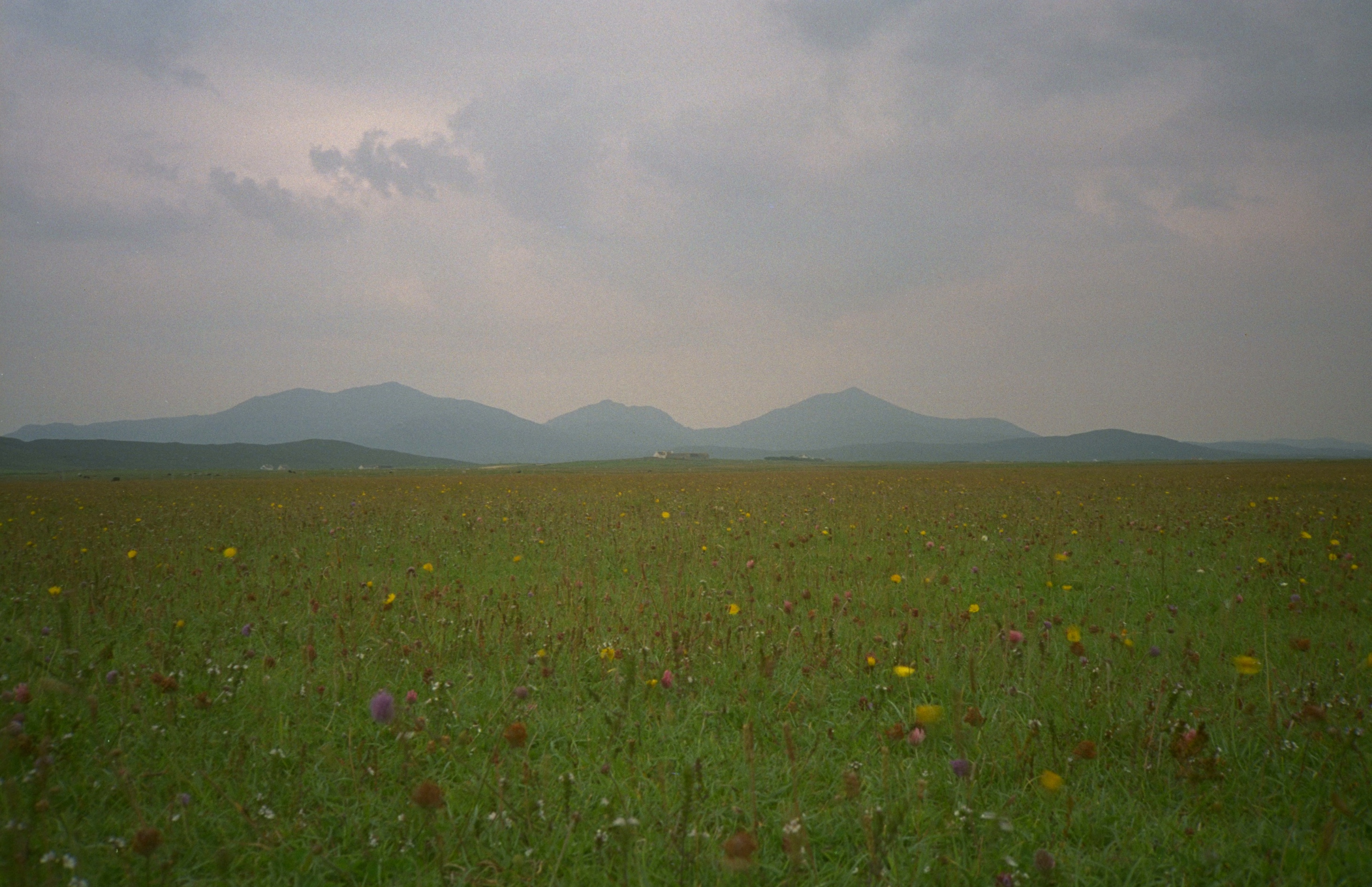
Un machair floreciente en South Uist

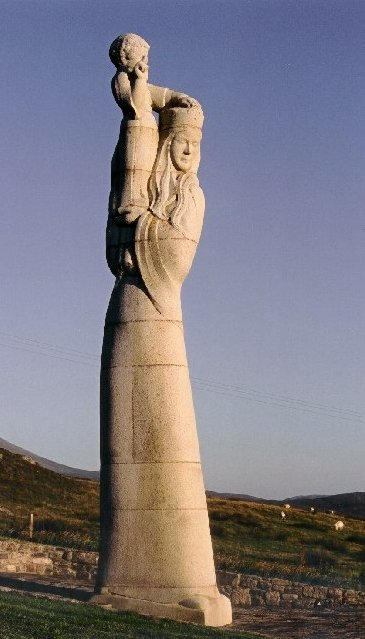
Our Lady of the Isles - (Ntra. Sra. de las Islas). Estatua enorme en granito, sita en las laderas occidentales de Ruabhal. Es obra de 1958 del escultor escocés Hew Lorimer.

Loch Druidibeg en el norte de la isla es una reserva natural nacional propiedad de Scottish Natural Heritage, que la administra. La reserva se extiende por 1.677 hectáreas de machair, ciénagas, lochs de agua dulce, páramos de brezo, estuario y colinas. Más de 200 especies de plantas con flor han sido documentadas en la reserva, algunas de las cuales son nacionalmente escasas. South Uist está considerada el mejor lugar del Reino Unido para encontrar la planta acuática llamada filifolia de Najas (Najas flexilis) que es una especie protegida europea.
También hay poblaciones importantes de cría de aves migratorias, entre ellas archibebe, correlimos, avefría europea y chorlitejo grande. La reserva es también el hogar de gansos en el lago y en verano pollas de agua en el machair. También se ven nutrias y aguiluchos pálidos.
Ha habido una considerable controversia sobre el erizo en South Uist. Los animales no son autóctonos de las islas, pues se introdujeron en los años 1970 para combatir las plagas en los jardines. Ahora suponen una amenaza para los huevos de aves zancudas que anidan en tierra en la reserva. En 2003, Scottish Natural Heritage emprendió un sacrificio selectivo de erizos en la zona.